# سارا مور گریمکی
سارا مور گریمکی (۲۶ نوامبر ۱۷۹۲ – ۲۳ دسامبر ۱۸۷۳) یک فعال ضد برده‌داری و فمینیست آمریکایی بود که بسیاری او را «مادر جنبش حق رأی زنان» می‌دانند. او در خانواده‌ای ثروتمند و برده‌دار در کارولینای جنوبی متولد شد و در دههٔ ۱۸۲۰ به فیلادلفیا رفت و به کوئیکرها پیوست. خواهرش آنجلینا گریمکی نیز همین مسیر را طی کرد. این دو خواهر از نخستین زنانی بودند که در سخنرانی‌های عمومی ضد برده‌داری حاضر شدند و بعدها به فعالان برجستهٔ حقوق زنان بدل شدند.

## زندگی
سارا گریمکی که والدینش گاهی او را «سالی» صدا می‌زدند در کارولینای جنوبی به دنیا آمد. او ششمین از چهارده فرزند و دومین دخترماری اسمیت و جان فوشرو گریمکی بود. پدرشان یک مالک ثروتمند زمین و برده‌دار، وکیل و قاضی در کارولینای جنوبی و مدتی هم رئیس مجلس نمایندگان کارولینای جنوبی بود.  
تجربه‌های نخستین سارا در آموزش، آیندهٔ او را به‌عنوان یک فعال ضد برده‌داری و فمینیست شکل داد. در دوران کودکی، هرچند بسیار باهوش بود، او به‌روشنی نابرابری آموزش خود را در مقایسه با آموزش کلاسیک برادرانش احساس می‌کرد. با وجودی که خانواده‌اش هوش سرشار او را می‌پذیرفتند، اجازهٔ تحصیل جدی یا پیگیری آرزوی وکیل شدن به او داده نشد، زیرا چنین اهدافی «زنانه» محسوب نمی‌شد. او توسط معلم‌های خصوصی در موضوعاتی آموزش دید که برای دختران جنوب آن دوره مناسب شمرده می‌شد،  مانند زبان فرانسه، گلدوزی، نقاشی با آبرنگ و نواختن هارپسیکورد. پدرش به او اجازه می‌داد جغرافیا، تاریخ و ریاضیات را از کتابخانه‌اش بخواند و کتاب‌های حقوق او را مطالعه کند، اما خط قرمزش آموزش زبان لاتین بود.
مادرش، ماری، خانه‌دار وفادار و عضوی فعال در جامعه بود. او رهبری انجمن بانوان نیکوکار چارلستون را بر عهده داشت و یک اسقفی فعال بود که اغلب خود را وقف فقرا و زنان زندانی در یک زندان نزدیک می‌کرد. باورهای ماری بسیار سخت‌گیرانه بود.  
احساس محدودیت در نقش اجتماعی باعث شد سارا پیوندی با بردگان خانواده برقرار کند که والدینش را نگران می‌کرد. از دوازده‌سالگی، عصرهای یکشنبه او صرف آموزش کتاب مقدس به بردگان جوان در مزرعه می‌شد، تجربه‌ای که برایش همراه با ناکامی بود. او می‌خواست به آن‌ها خواندن کتاب مقدس را بیاموزد و آن‌ها نیز اشتیاق داشتند، اما والدینش این کار را ممنوع کردند، چون آموزش خواندن به بردگان در کارولینای جنوبی غیرقانونی بود. والدینش معتقد بودند سواد فقط باعث نارضایتی و سرکشی بردگان می‌شود و آن‌ها را برای کار یدی نامناسب می‌سازد. این ممنوعیت از سال ۱۷۴۰ در قانون ایالت آمده بود.
سارا مخفیانه به «هتی»، خدمتکار و بردهٔ شخصی‌اش، خواندن و نوشتن آموخت. اما وقتی والدینش متوجه شدند، واکنش تند پدرش شوکه‌کننده بود. او به‌شدت خشمگین شد و نزدیک بود دختر برده را شلاق بزنند. ترس از ایجاد دردسر برای بردگان باعث شد سارا دیگر چنین کاری نکند. سال‌ها بعد، او این تجربه را چنین به یاد آورد: «من تقریباً با لذت شرارت‌آمیزی کنیزم را شب‌ها، وقتی باید مشغول شانه‌زدن موهایم می‌بود، به خواندن و نوشتن آموزش می‌دادم. چراغ خاموش می‌شد، سوراخ کلید پوشانده می‌شد، و ما دو نفر روی شکم جلوی آتش، با کتاب الفبا زیر چشمانمان، قوانین کارولینای جنوبی را به چالش می‌کشیدیم.»
برادرش توماس در سال ۱۸۰۵ وارد مدرسه حقوق ییل شد. در بازگشت‌هایش به خانه، توماس ایده‌هایی درباره خطرات عصر روشنگری و اهمیت دین به سارا منتقل می‌کرد. (او جوان درگذشت و در آگهی ترحیمش بیش از همه به دینداری‌اش افتخار کرده بودند.) این ایده‌ها، همراه با مطالعات مخفی سارا در حقوق، بخشی از بنیان فعالیت‌های بعدی او شد. پدرش به او گفته بود اگر پسر بود، بزرگ‌ترین وکیل کارولینای جنوبی می‌شد. گرچه لرنر نسخه‌ای متفاوت ارائه می‌دهد و می‌گوید پدرش گفته بود: «او بزرگ‌ترین حقوقدان کشور می‌شد.» سارا باور داشت ناتوانی‌اش در دسترسی به آموزش عالی ناعادلانه است. او از رفتار خانواده و همسایگانش در شگفت بود که بردگان را به غسل تعمید و حضور در مراسم مذهبی تشویق می‌کردند، اما آنان را برادر و خواهر واقعی در ایمان نمی‌دانستند.  
از جوانی، سارا باور داشت که دین باید نقشی فعال‌تر در بهبود زندگی رنج‌دیدگان داشته باشد. جستجوی مذهبی او نخست به پروتستانیسم پرسبیتری کشیده شد و در ۱۸۱۷ به این آیین گروید. پس از نقل مکان به فیلادلفیا در ۱۸۲۱، او به کوئیکرها پیوست که پیش‌تر همراه پدرش با آن‌ها آشنا شده بود. در آنجا، او به مدافع سرسخت آموزش و حق رأی برای زنان و آمریکاییان آفریقایی‌تبار تبدیل شد.

## فعالیت در جنبش ضد برده‌داری
در سال ۱۸۱۷ پدر سارا به‌شدت بیمار شد و پزشکان چارلستون توصیه کردند برای درمان نزد دکتر فیلیپ سینگ فیزیک در فیلادلفیا برود. با وجود مخالفت شدید سارا، پدرش اصرار داشت که او – که در آن زمان ۲۶ ساله بود – به‌عنوان پرستار همراهش برود. سارا پذیرفت و در مهٔ ۱۸۱۹ از چارلستون به سمت شمال حرکت کردند. وقتی دکتر فیزیک دریافت که درمانی نمی‌تواند بکند، پیشنهاد کرد برای بهره‌مندی از هوای دریا به روستای ماهیگیری لانگ برنچ، نیوجرسی بروند. آن دو در یک مسافرخانه اقامت کردند و تنها چند هفته بعد جان فوشرو گریمکی درگذشت.
این تجربه سارا را خودباورتر، مستقل‌تر و مسئول‌تر از نظر اخلاقی ساخت. او تصمیم گرفت دیگر هرگز در کارولینای جنوبی زندگی نکند:  
به‌سبب برده‌داری ایالت زادگاهم را ترک کردم و خانهٔ پدرانم را رها ساختم تا از صدای شلاق و فریاد قربانیان شکنجه بگریزم. خوش داشتم یاد آن صحنه‌ها را به فراموشی بسپارم، اما این شدنی نیست. آن‌ها چون شبحی خون‌آلود بر خاطرم هجوم می‌آورند و با نیرویی بازدارنده، به نام خدای رحمت، به نام نجات‌دهندهٔ مصلوب، به نام انسانیت، و برای خیر برده‌دار همان‌قدر که برای خیر برده، مرا فرا می‌خوانند تا بر هولناکی زندان‌های جنوب گواهی دهم.
پس از مرگ پدر، سارا چند ماهی در فیلادلفیا ماند و با ایزرائیل موریس آشنا شد که او را به آیین کوئیکرها و نوشته‌های جان وولمن معرفی کرد.  سپس به چارلستون بازگشت، اما تصمیم گرفت دوباره به فیلادلفیا برود و به‌عنوان واعظ کوئیکر فعالیت کند و تربیت اسقفی خود را کنار بگذارد. با این حال، بارها توسط شورای مردسالار کوئیکرها نادیده گرفته شد و اجازهٔ نقش‌آفرینی نیافت. او که از این طردشدگی دلسرد شده بود، بعدها نوشت: «می‌پندارم هیچ مجرمی که در انتظار اعدام است، با چنان هراسی به روز اجرای حکم نمی‌نگرد که من به جلسهٔ سالانهٔ ما می‌نگرم.»
او در بهار ۱۸۲۷ به چارلستون بازگشت تا خواهرش آنجلینا را از محدودیت‌های جنوب نجات دهد. آنجلینا از ژوئیه تا نوامبر همان سال به دیدن سارا در فیلادلفیا رفت و سپس به چارلستون برگشت، در حالی‌که عمیقاً به ایمان کوئیکرها پایبند شده بود. پس از ترک چارلستون، سارا و آنجلینا در سرتاسر نیو انگلند در محافل ضد برده‌داری سخنرانی کردند. ابتدا برای زنان در سالن‌های بزرگ و کلیساهای کوچک. سخنرانی‌های آن‌ها دربارهٔ لغو برده‌داری و حقوق زنان هزاران نفر را تحت تأثیر قرار داد. در نوامبر ۱۸۲۹، آنجلینا بار دیگر به فیلادلفیا رفت و به خواهرش پیوست. رابطهٔ آن‌ها از دیرباز نزدیک بود. آنجلینا سال‌ها سارا را «مادر» می‌خواند، زیرا او هم مادرخوانده و هم سرپرست اصلی‌اش بود.
در سال ۱۸۶۸، سارا دریافت که برادر فقیدش سه پسر دورگه از یک زن بردهٔ «شخصی» داشته است. او این فرزندان را به خانواده پذیرفت و تلاش کرد هزینهٔ تحصیل آرچیبالد گریمکی و فرانسیس جیمز گریمکی را تأمین کند. این دو بعدها در حرفه و زندگی خانوادگی موفق شدند و به رهبران جامعهٔ آفریقایی-آمریکایی بدل گشتند. جان، کوچک‌ترین برادر، به تحصیل رسمی علاقه‌ای نشان نداد و دوباره به جنوب بازگشت.

## فعالیت‌ها و میراث
سارا و آنجلینا از برده‌داری و همهٔ تباهی‌های آن متنفر شده بودند. آن‌ها امیدوار بودند که ایمان جدیدشان (کوئیکرها) پذیراتر از باورهای پیشینشان نسبت به مخالفت با برده‌داری باشد. با این حال، نخستین تلاش‌هایشان برای حمله به برده‌داری در جامعهٔ کوئیکرها برایشان مشکل‌ساز شد. این دو خواهر با وجود انتقادها، بر این باور پافشاری کردند که مبارزه برای حقوق زنان به‌اندازهٔ مبارزه برای لغو برده‌داری اهمیت دارد. سارا می‌خواست زنان را «برای استقلال اقتصادی و سودمندی اجتماعی» آماده کند، اما با وجود این، حتی برخی از فعالان ضد برده‌داری هم مواضع آن‌ها را افراطی می‌دانستند. در سال ۱۸۳۶، سارا کتابچهٔ نامه‌ای به روحانیون ایالات جنوبی را منتشر کرد. در ۱۸۳۷، نامه‌هایی دربارهٔ برابری جنس‌ها و وضعیت زنان به‌صورت پاورقی در روزنامهٔ The Spectator در ماساچوست چاپ شد و بلافاصله در لیبراتور – روزنامه‌ای که توسط ویلیام لوید گَریسون، فعال رادیکال ضد برده‌داری و رهبر حقوق زنان منتشر می‌شد – بازنشر یافت. این نامه‌ها در ۱۸۳۸ به‌صورت کتاب منتشر شدند.  
وقتی این دو خواهر در فیلادلفیا بودند، خود را وقف کارهای خیریه کردند. سارا تلاش داشت عضو روحانیت شود، اما همواره توسط مردان کلیسا دلسرد می‌شد. او به این نتیجه رسید که هرچند در نظریه با آموزه‌های کلیسا موافق است، اما در عمل وعده‌هایش را برآورده نمی‌کند. در همین دوره بود که شعارهای ضد برده‌داری بیش از پیش وارد گفتمان عمومی شد.  
در سال ۱۸۳۶، سارا به همراه خواهرش به انجمن آمریکایی ضد برده‌داری پیوست. در ابتدا احساس می‌کرد بالاخره جایی را یافته که اندیشه‌هایش پذیرفته می‌شود. اما وقتی آن‌ها شروع کردند علاوه بر برده‌داری از اهمیت حقوق زنان نیز سخن گفتند، با انتقادهای زیادی روبه‌رو شدند. سخنرانی‌های عمومی‌شان «غیرزنانه» دانسته می‌شد، چون برای مخاطبان مختلط ایراد می‌شد. این گونه اجتماعات در آن زمان «جمعیت‌های مختلط» (promiscuous audiences) نامیده می‌شد. آن‌ها حتی به‌طور علنی با مردانی که مخالفشان بودند مناظره می‌کردند. این کارها برای جامعهٔ ۱۸۳۷ بیش از حد بود و باعث حملات تند به زن‌بودگی‌شان شد. برخی می‌گفتند آن‌ها «پیر دخترانی» هستند که خود را عرضه می‌کنند تا شاید مردی پیدا شود که حاضر باشد با یکی از آن‌ها ازدواج کند.
در ۱۸۳۸، آنجلینا با تئودور وِلد، یکی از رهبران برجستهٔ جنبش ضد برده‌داری، ازدواج کرد. او پیش‌تر منتقد سرسخت گنجاندن حقوق زنان در جنبش ضد برده‌داری بود. آنجلینا پس از ازدواج به‌عنوان همسر و مادر به حاشیهٔ جنبش رفت، هرچند نه فوراً. سارا کاملاً سخنرانی‌های عمومی‌اش را کنار گذاشت. ظاهراً وِلد در نامه‌ای به او ضعف‌هایش در سخنوری را شرح داده بود و توضیح داده بود که از روی عشق نوشته، اما معتقد بود سارا به جای کمک، برخلاف خواهرش به جنبش آسیب می‌زند. با این حال، چون سارا در سال‌های بعد همچنان درخواست‌های زیادی برای سخنرانی دریافت می‌کرد (همچنین آنجلینا)، تردید وجود دارد که این «نقص‌ها» به اندازه‌ای که وِلد توصیف کرده بود، جدی بوده باشند.
در جریان جنگ داخلی آمریکا، سارا در حمایت از رئیس‌جمهور آبراهام لینکلن نوشت و سخنرانی کرد.  
سارا مور گریمکی نخستین زنی بود که استدلال عمومی منسجمی دربارهٔ برابری زنان ارائه کرد.او برای از میان بردن برده‌داری در ایالات متحده، کلیساهایی که به باور او «غیرمسیحی» شده بودند، و نیز تعصب علیه سیاه‌پوستان و زنان تلاش کرد.
نوشته‌های او استدلال‌ها و ایده‌هایی را در اختیار فعالان حق رأی همچون لوسی استون، الیزابت کدی استانتون و لوکریشیا مات گذاشت که بعدها در پایان دادن به برده‌داری و آغاز جنبش حق رأی زنان به کار گرفتند.
سارا نه‌تنها یک فعال ضد برده‌داری، بلکه یک فمینیست نیز به شمار می‌رود، زیرا انجمن کوئیکرها را – که ادعای مشارکت زنان داشتند ولی او را نادیده گرفتند – به چالش کشید. فعالیت‌های ضد برده‌داری او، حساسیتش نسبت به محدودیت‌های زنان را بیشتر کرد. او چنان مخالف تحت سلطهٔ مردان بودن بود که از ازدواج امتناع ورزید. سارا و آنجلینا هر دو به‌شدت در جنبش ضد برده‌داری فعال شدند و کتاب‌ها و نامه‌های متعددی منتشر کردند. هنگامی‌که شناخته‌تر شدند، به سخنرانی در سراسر کشور پرداختند. در آن زمان زنان معمولاً در اجتماعات عمومی سخن نمی‌گفتند، بنابراین سارا به‌عنوان پیشگام مسائل فمینیستی دیده شد. او آشکارا نقش‌های سنتی زنان در خانه را به چالش کشید.  
اسناد خانوادهٔ گریمکی در انجمن تاریخی کارولینای جنوبی در چارلستون نگهداری می‌شود. مجموعهٔ اسناد وِلد–گریمکی در کتابخانه ویلیام ال. کلمنس، دانشگاه میشیگان در ان آربر موجود است. اسناد مربوط به سارا گریمکی در کتابخانهٔ دانشگاه تگزاس در آستین نگهداری می‌شود. کتابخانه کنگره نیز پنج نامه از او به سارا مپس داگلاس دارد.  
نخستین جلد از تاریخچه حق رأی زنان که در ۱۸۸۱ منتشر شد، به یاد خواهران گریمکی و چند تن دیگر تقدیم شد.
در سال ۱۹۹۸، خواهران گریمکی به تالار ملی شهرت زنان ایالات متحده وارد شدند.
در نوامبر ۲۰۱۹، پلی تازه‌ساز بر فراز رودخانهٔ نپونسِت در هاید پارک (باستن) به نام «پل خواهران گریمکی» نام‌گذاری شد.

## دیدگاه‌ها دربارهٔ ایمان و آفرینش
دیدگاه سارا گریمکی دربارهٔ الغای برده‌داری بر پایهٔ فعالیت‌های او روشن است. او یکی از چهره‌های زن اصلی در جنبش ضدبرده‌داری بود. این باورها ریشه در ایمان کوئیکری او داشت و همانند خواهرش بر این باور بود که برده‌داری برخلاف خواست خداست. به همین شکل، دیدگاه‌های او دربارهٔ حقوق زنان نیز بر تفسیر شخصی‌اش از کتاب مقدس استوار بود.
او به‌ویژه دربارهٔ داستان آفرینش نظرات قوی داشت. به باور او، آدم و حوا به‌طور برابر آفریده شدند، در حالی که بسیاری بر این باور بودند که حوا هدیه‌ای برای آدم بوده‌است. او بخش عمدهٔ سرزنش برای «سقوط» را متوجه آدم می‌دانست، زیرا او توسط یک هم‌نوع وسوسه شد. در حالی که حوا توسط یک نیروی ماورایی (شیطان) وسوسه شد که با توجه به بی‌گناهی‌اش بخشودنی‌تر است. این استدلال یکی از محورهای اصلی نامهٔ گریمکی با عنوان برابری اولیهٔ زن بود که در آن دیدگاه خود دربارهٔ برابری زن و مرد را شرح داده و در نامه‌های دیگر نیز بیشتر گسترش داده‌است.
سارا گریمکی در بیشتر نوشته‌هایش از آیات کتاب مقدس استفاده می‌کرد که نشان‌دهندهٔ پایبندی او به ایمان کوئیکری و باور واقعی‌اش به سازگاری دین با فعالیت اجتماعی بود. در سال ۱۸۳۷، او به یک نامهٔ شبانی که تفسیرهای کتاب مقدس را برای محدود کردن نقش زنان به «حوزهٔ خصوصی» تقویت می‌کرد پاسخ داد. او با بهره‌گیری از همان آیات کتاب مقدس، بر ارزش و توانایی این جایگاه تأکید کرد و زنان را تشویق کرد که شعار زیر را سرلوحهٔ خود قرار دهند:
«خداوند نور و نجات من است؛ از که بترسم؟ خداوند قوت جان من است؛ از که هراسان شوم؟»
او بر این باور بود که اگر زنی درست احساس کند، درمی‌یابد که یکی از مهم‌ترین وظایفی را که بر دوش او نهاده شده انجام می‌دهد و شخصیت او نه «غیرطبیعی»، بلکه کاملاً در هماهنگی با خواست خداوند است.
ایمان و نزدیکی او به خداوند عامل مهمی بود که به او توانایی می‌داد در زمان مخالفت‌ها نترسد و بتواند به‌خوبی از حقوق زنان و بردگان دفاع کند.

## نوشته‌ها
سارا مجموعه‌ای از نامه‌ها دربارهٔ زنان و جایگاه آنان در جامعه، به‌ویژه در کلیسا، نوشت که بعدها در کتابی با عنوان نامه‌هایی دربارهٔ برابری جنس‌ها و وضعیت زنان گردآوری و در سال ۱۸۳۸ منتشر شد. او در این نامه‌ها به بی‌عدالتی‌هایی که در حق زنان صورت می‌گیرد و با تعالیم کتاب مقدس ناسازگار است پرداخت و توصیه‌هایی دربارهٔ چگونگی مقابله با این مشکلات ارائه داد. نوشته‌ها و نامه‌های او و خواهرش، پیش از انتشار این کتاب نیز سال‌ها در مجلهٔ The Liberator به سردبیری ویلیام لوید گَریسون منتشر می‌شد.
در نخستین نامه‌اش به تاریخ ۱۱ ژانویهٔ ۱۸۳۷، او اعلام می‌کند که تنها بر کتاب مقدس تکیه دارد زیرا باور داشت: «تقریباً هر آنچه دربارهٔ این موضوع [حوزهٔ زنان] نوشته شده، نتیجهٔ سوءبرداشت از حقایق ساده‌ای است که در کتاب مقدس آشکار شده‌است.» این جمله هدف و نیت روشن او از تحلیل‌های بعدی را نشان می‌دهد.  
در این نامه‌ها، گریمکی رفتار مردان آمریکایی در قبال زنان و بردگان را محکوم می‌کند و آن را ابزاری برای منافع شخصی آنان می‌داند. نامه‌های شمارهٔ ۵ تا ۸ به بررسی وضعیت زنان در کشورهای مختلف از جمله آسیا، آفریقا، گرینلند و ایالات متحده اختصاص دارد که گسترهٔ وسیع علاقهٔ او به مسائل زنان را نشان می‌دهد.  
او همچنین اعلام می‌کند که مردان به اندازهٔ زنان در «سقوط» (آدم و حوا در کتاب مقدس) مقصرند و بنابراین مجازات ابدی‌ای که پیش‌تر بر دوش زنان نهاده شده‌بود نادرست است. در پایان نامه‌ها، گریمکی به تازگی و جسارت ایده‌های مطرح‌شده اذعان می‌کند، اما مسیحیان را فرا می‌خواند که «بی‌باکانه و با روح دعا به بررسی این مسائل بپردازند و از تأمل در آن‌ها نهراسند»، که این ویژگی در سراسر نوشته‌ها و سخنرانی‌های او دیده می‌شود.

## در فرهنگ عامه
در سال ۱۹۷۳، روث بیدر گینزبرگ در نخستین دفاع شفاهی خود در دیوان عالی ایالات متحده آمریکا در پروندهٔ Frontiero v. Richardson از سخن سارا گریمکی نقل‌قول کرد: «من برای جنس خود هیچ امتیازی نمی‌خواهم. تنها از برادرانمان می‌خواهم پایشان را از روی گردن ما بردارند.» این جمله همچنین در فیلم RBG (۲۰۱۸) توسط بازیگری که نقش گینزبرگ را ایفا می‌کرد بازگو شد. 
خواهران گریمکی و تئودور دایت ولد در رمان نوجوانانهٔ The Forge and the Forest (۱۹۷۵) نوشتهٔ بتی آندرود حضور برجسته دارند.
خواهران گریمکی شخصیت‌های اصلی نمایشنامهٔ If She Stood (۲۰۱۳) اثر آین گوردون هستند که توسط مرکز هنری Painted Bride در فیلادلفیا سفارش داده شد.
رمان The Invention of Wings (۲۰۱۴) نوشتهٔ سو مانک کید بر اساس زندگی سارا گریمکی نگاشته شده‌است.
«خواهران گریمکی در حال کار بر کتاب American Slavery As It Is (۱۸۳۸) تئودور دایت ولد» عنوان شعری از ملیسا رنج است که در ۳۰ سپتامبر ۲۰۱۹ در نشریهٔ The Nation منتشر شد.